# Abd ar-Rahman (konwertyta)
Abd ar-Rahman, Abdul Rahman (عبد الرحمن, ur. 1965) – obywatel afgański, któremu groziła kara śmierci za konwersję na chrześcijaństwo.
W 1990, będąc pracownikiem pomocy medycznej dla organizacji pozarządowej, przeszedł z islamu na chrześcijaństwo. W 2006 członkowie jego rodziny poinformowali policję o jego konwersji i został aresztowany za sprzeniewierzenie się zasadom islamu, pomimo zapisów w konstytucji Afganistanu gwarantujących swobodę wyznawania wybranej religii.
W dniu 26 marca 2006, pod silną presją ze strony rządów zagranicznych, sąd skierował jego sprawę do prokuratury, powołując się na błędy w śledztwie. Został zwolniony z więzienia i wrócił do swojej rodziny w nocy 27 marca. 29 marca 2006 ar-Rahman przyjechał do Włoch, gdzie otrzymał azyl polityczny.